# Robert Chemin
Pour les articles homonymes, voir Chemin (homonymie).
 (mai 2025).
Robert Chemin est un artiste graveur français, adepte du burin, de la pointe sèche, de l’aquatinte et de la gravure sur bois. Né le 9 avril 1924, il réside toute sa vie dans le quartier du Mont-Gargan à Rouen (Seine-Maritime), excepté sa dernière année, qu’il passe à Sainte-Adresse (Seine-Maritime), où il meurt le 18 novembre 2016.

## Biographie
Robert Alphonse Rémy Chemin est né à Rouen le 9 avril 1924 ; il est le fils d’Alphonse Chemin, typographe, lui-même fils de typographe, et d’Eléonore Périllat.
Il effectue ses études primaires à l’école Jules Ferry de Rouen. Certificat d’études en poche, il est contraint par son père de partir en apprentissage au Journal de Rouen (ancêtre du journal Paris Normandie), au sein duquel il devient apprenti typographe à 14 ans. Après avoir obtenu son Certificat d’aptitude professionnelle (C.A.P.) profession Compositeur Typographe à Rouen, il s’inscrit à la Société libre d’émulation du commerce et de l’industrie de la Seine-Maritime pour y suivre les cours du dimanche. Après ses dix-huit ans, il entre à l’Ecole régionale des beaux-arts de Rouen où il apprend le dessin. Il a de bons résultats, son professeur Georges Mirianon le prend alors sous son aile. C’est après la Libération qu’il s’intéresse à la peinture en suivant des cours du soir et du samedi, toujours à l’Ecole des beaux-arts de Rouen. En 1949, il se marie et peint jusqu’au début des années 1960. C’est également au cours de ces années qu’il devient conseiller de l’enseignement professionnel pour la connaissance des techniques de l’imprimerie. D’abord comme conseiller adjoint pendant dix ans, puis comme conseiller titulaire pendant onze ans. Il prépare notamment les sujets d’examens. Ardent défenseur de la formation, il veille au respect des lois pour les apprentis dans les ateliers.

C’est avec la rencontre de Janine Etienne qu’il découvre la gravure et que commence sa passion pour cet art. C’est par des rencontres et la lecture de livres qu’il se perfectionne. Avant de se consacrer définitivement à la gravure, il fait l’acquisition de la presse à taille-douce du peintre Adrien Segers. Ainsi, il ne fait jamais appel à un imprimeur, il fait lui-même toutes ses impressions. Cette presse est aujourd’hui visible et sert de démonstration au Musée Industriel Vivant Expotec 103 Rouen. 

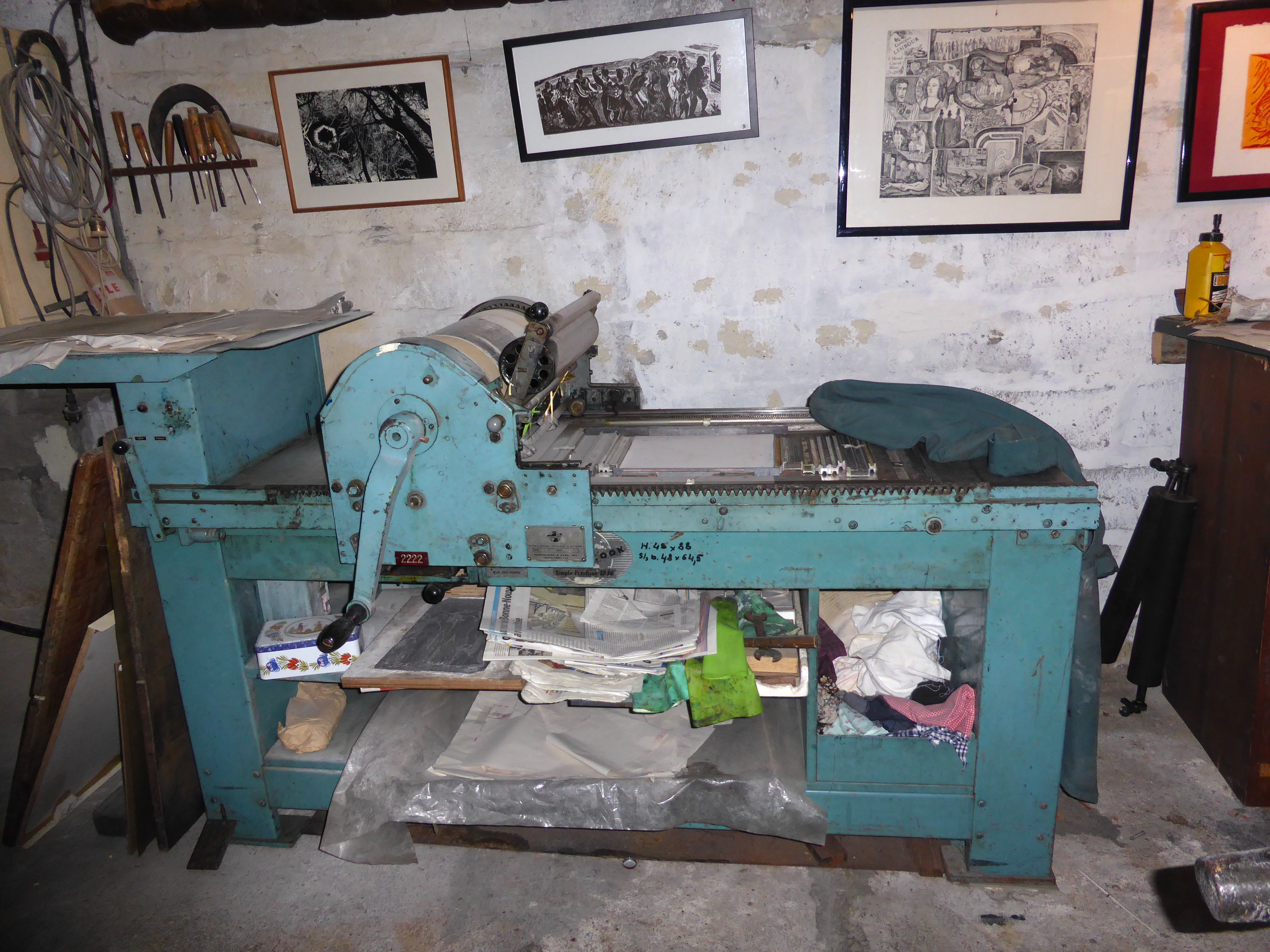
Presse typographique du graveur Robert Chemin dans son atelier à Rouen

Arrivé à la retraite, il s’intéresse à la gravure sur bois de fil – dite aussi xylographie – et, pour rester indépendant, achète une presse typographique pour faire ses propres tirages. C’est à la fin des années 1980, lorsque l’école d’imprimerie souhaite se débarrasser d’une presse typographique, qu’il saisit l’occasion de l’acheter. Cette presse a trouvé un nouveau propriétaire en 2024 et est de nouveau utilisée à des fins professionnelles dans les Côtes-d’Armor.
Il est membre du Groupe Evolution. Il adhère en 1968 à l’Union des Arts Plastiques de Saint-Etienne-du-Rouvray (UAP). Militant pour la création au sein de cette association, il participe à la plupart des expositions. De 1984 à 2002, il est aussi membre des Graveurs en Val-d’Oise, à Ermont.

### Inspirations
Ses inspirations sont multiples. Au quotidien comme lors de ses voyages en France et à l’étranger (Turquie, Maroc, Italie, Norvège), Robert Chemin réalise des croquis, dessins, pastels et aquarelles, qui constituent le point de départ de plusieurs gravures, telles que Matin au lac d’Aiguebelette, A Goreme, Vielle demeure à Rouen ou encore Bord du Nohain.
Grand lecteur de romans comme de poésie, il décompose des textes pour les raconter et les illustrer dans ses gravures. Joyce Mansour, Emily Dickinson, André Pieyre de Mardiargues, Rimbaud ainsi que les Normands Marcel Duchamp, Georges Limbour, Raymond Queneau et Jean Queval sont, pour lui, autant de sources d’inspiration.
En 1987, la bibliothèque de Rouen rend hommage à Jean Queval. Cette exposition est initiée par Les Quatre pour Queval, quatre amis de l’écrivain et journaliste : Jennifer Gough-Cooper, Jacques Caumont, Robert Chemin, Jean-Paul Déron.

### Transmission
Il prend plaisir à faire connaître l’art de la gravure et de l’impression au grand public et aux jeunes générations. Du 6 au 28 octobre 1990, au cours de l’exposition De l’encrier à l’ordinateur présentée à la mairie de Saint-Etienne-du-Rouvray, il fait « fonctionner sous les regards attentifs des scolaires sa presse typographique », tout en expliquant les techniques typographiques et d’impression. Cette exposition accueillera plus de mille personnes.
A l’Office de Tourisme de Rouen, les 11, 12 et 13 novembre 1994, lors de l’exposition-vente Mémoire de Rouen au XIXe siècle organisée par le Zonta-Club International au profit des œuvres sociales du club, il présente les différentes techniques de gravure, directe ou indirecte, et fait des démonstrations du fonctionnement de sa presse à taille douce. Ses œuvres sont également exposées lors de cette manifestation qui comptabilise deux mille entrées en trois jours.

## Expositions personnelles
- 1995 : Du 10 juin au 8 juillet, Déco Loisir-Galerie Marc Vincent expose les gravures de Robert Chemin et Kty Petit, à Gaillon
- 1995 : Du 5 au 16 décembre, Robert Chemin illustre « Un rude hiver » de Raymond Queneau, à la bibliothèque municipale de Rouen[3]
- 2002 : Du 4 au 29 novembre, Exposition à la Maison pour tous, à Sotteville-lès-Rouen[4]
- 2005 : Du 7 octobre au 10 novembre, Exposition 3+1 au Rive Gauche, à Saint-Etienne-du-Rouvray[5]
- 2007 : Du 12 janvier au 3 février, Exposition Expressions Gravures anciennes et nouvelles de Robert Chemin et Pascal Girard à l’Espace Georges Déziré, à Saint-Etienne-du-Rouvray[6]
- 2008 : Du 16 au 20 avril, Invité d’honneur pour la fête des imprimeurs CHS Expotec 103, Moulin Saint-Gilles, à Rouen[7]
- 2013 : Du 4 au 26 mai, Exposition au Théâtre de l’Echo du Robec, à Darnétal

## Expositions collectives

### Années 1950
- 1957 : Exposition avec le Groupe Evolution, à la Galerie Menuisement, à Rouen

### Années 1960
- 1962 : 3e Exposition Régionale d’Art d’Ernée (Mayenne)

- 1964 : 5e Exposition Régionale d’Art d’Ernée[8] (Mayenne)
- 1966 : Exposition « Invasion » de peintres normands à la Towner Art Gallery, à Eastbourne Angleterre

### Années 1970
- 1970 : 11e salon de l’Union des Arts Plastiques (UAP) de Saint-Etienne-du-Rouvray, avec pour invité d’honneur Ladislas Kijno

- 1970 : 21e exposition de l’UAP de Saint-Etienne-du-Rouvray sur le thème « Dessins - gravures - collages - aquarelles », au Centre Jean-Prévost de Saint-Etienne-du-Rouvray
- 1974 : Maison du Tapis, rue des Carmes, à Rouen[9]
- 1974 : Salon de Rouen musée des Beaux-Arts de Rouen
- 1975 : 19e exposition de l’UAP, au Centre Jean-Prévost de Saint-Etienne-du-Rouvray, avec pour invité d’honneur Virgil Nevjestic

### Années 1980
- 1984 : 2e Biennale de gravure organisée par les Amis des Arts et les Graveurs en Val-d’Oise, au Théâtre Pierre-Fresnay à Ermont, avec pour invité d’honneur Claude-Jean Darmon
- 1984 : Exposition « Poésies.Arts Plastiques.Poésie » avec UAP, au Centre Jean-Prévost de Saint-Etienne-du-Rouvray
- 1986 : 43e exposition de l’UAP, avec pour invité d’honneur Leonardo Delfino et hommage à Tony Fritz Vilars
- 1986 : 3e Biennale de gravure organisée par les Amis des Arts et les Graveurs en Val-d’Oise, au Théâtre Pierre-Fresnay à Ermont, avec pour invité d’honneur Dominique Sosolič
- 1986 : Exposition « Graveurs en Val-d’Oise », au Centre culturel François-Villon, à Enghien-les-Bains
- 1987 : 45e exposition de l’UAP, avec pour invité Melik Ouzani
- 1988 : 4e Biennale de gravure organisée par les Amis des Arts et les Graveurs en Val-d’Oise, au Théâtre Pierre-Fresnay, à Ermont, hommage à Albert Decaris
- 1988 :  Participation au Concours international d’ex-libris, à Enghien-les-Bains
- 1988 : Exposition « Graveurs en Val-d’Oise », à l’occasion du Xe anniversaire de l’association, à la salle des fêtes de Montmorency

### Années 1990
- 1990 : 5e Biennale de gravure organisée par les Amis des Arts et les Graveurs en Val-d’Oise, au Théâtre Pierre-Fresnay, à Ermont, avec pour invité d’honneur André Bongibault
- 1990 : XXIe salon de la Gravure Originale à Bayeux, avec pour invité d’honneur Mikio Watanabe
- 1991 : Exposition avec l’association des Graveurs en Val-d’Oise, au Centre culturel d’Enghien-les-Bains[10]
- 1991 : XXIIe salon de la Gravure Originale à Bayeux, avec pour invité d’honneur André Bongibault
- 1992 : Exposition « Portraits de Rimbaud », à la Maison Pélissier, à Maromme
- 1992 : 6e Biennale de gravure organisée par les Amis des Arts et les Graveurs en Val-d’Oise, au Théâtre Pierre-Fresnay, à Ermont, hommage à André Jacquemin
- 1992 : Participation au Concours international d’ex-libris à Nancy, à l’occasion du quatrième centenaire de la naissance de Jacques Callot (1592-1635)
- 1993 : Exposition de UAP des « petits formats », au Centre Jean-Prévost de Saint-Etienne-du-Rouvray, autour des peintures de Peter Klasen
- 1993 : Exposition avec l’UAP, au Centre culturel (Haus Dacheröden), à Erfurt en Allemagne
- 1994 : 59e exposition de l’UAP, au Centre Jean-Prévost de Saint-Etienne-du-Rouvray,
- 1994 : XIIIe salon des Œuvres sur Papier, Salle Bourvil à Caudebec-lès-Elbeuf, avec pour invité d’honneur Marcel Candé[11]
- 1994 : Exposition 1939-1945 Pour Mémoire de l’UAP, au Centre Jean-Prévost de Saint-Etienne-du-Rouvray
- 1994 : 7e Biennale de gravure organisée par les Amis des Arts et les Graveurs en Val-d’Oise, au Théâtre Pierre-Fresnay, à Ermont, avec pour invitée d’honneur Maya Boisgallays
- 1995 : XIVe salon des Œuvres sur Papier, Salle Bourvil, à Caudebec-lès-Elbeuf[12]
- 1995 : Exposition-vente « L’Art à Venise » au profit des œuvres du Zonta-Club, Office de tourisme sur la place de la Cathédrale, à Rouen[13]
- 1996 : 62e exposition de l’UAP, au Centre Jean-Prévost et le Rive Gauche de Saint-Etienne-du-Rouvray, avec pour invité d’honneur Roman Cieslewicz
- 1996 : 8e Biennale de gravure organisée par les Amis des Arts et les Graveurs en Val-d’Oise, au Théâtre Pierre-Fresnay, à Ermont, avec pour invité d’honneur Michel Eisenzopf
- 1997 : Participation au Concours international d’ex-libris « Un ex-libris pour Michel Butor », Musée Baron-Gérard, à Bayeux
- 1997 : Exposition Jean Queval - Illustrations de « Tout le monde descend », Bibliothèque Municipale de Rouen
- 1997 : 63e exposition de l’UAP, au Centre Jean-Prévost et le Rive Gauche de Saint-Etienne-du-Rouvray, avec pour invité d’honneur Olivier Debré
- 1998 : 4e Salon d’arts plastiques sur le thème de la Gravure, Récompense en gravure décernée à Robert Chemin avec « Grand manège », Centre d’Activités Culturelles Simone-Signoret, à Amfreville-la-Mivoie[14]
- 1998 : 9e Biennale Internationale de Gravure en Val-d’Oise organisée par les Amis des Arts, au Théâtre Pierre-Fresnay, à Ermont, avec pour invité d’honneur François Ravanel
- 1999 : 65e exposition de l’UAP, avec pour invité d’honneur Lazhar Hakkar, Hommage à l’Algérie

### Années 2000
- 2000 : 66e exposition de l’UAP, au Centre Jean-Prévost de Saint-Etienne-du-Rouvray, avec pour invité d’honneur Antonio Seguí
- 2000 : 10e Biennale Internationale de Gravure en Val-d’Oise organisée par les Amis des Arts, au Théâtre Pierre-Fresnay, à Ermont, avec pour invitées d’honneur Sylviane Canini et Agnès Gauthier-Chartrette
- 2002 : 11e Biennale Internationale de Gravure en Val-d’Oise organisée par les Amis des Arts, au Théâtre Pierre-Fresnay, à Ermont, avec pour invitée d’honneur Hélène Nué
- 2003 : Exposition anniversaire trente ans de la galerie de la Cour d’Albane, Salle des Fêtes de Mesnil-Esnard[15]
- 2003 : Union des Arts Plastiques 40 ans (1963-2003), Théâtre Le Rive Gauche, à Saint-Etienne-du-Rouvray
- 2004 : 11e Biennale d’Art Contemporain, Salle polyvalente de Servaville-Salmonville
- 2004 : 72e exposition de l’UAP, avec pour invité d’honneur Denis Monfleur
- 2004 : 38e salon de Grand-Quevilly, au Théâtre Charles-Dullin Grand-Quevilly, avec pour invitée d’honneur Gisèle Lacroix[16]
- 2005 : 73e exposition de l’UAP, avec pour invitée d’honneur Lybinka
- 2007 : 75e exposition de l’UAP, avec pour invitée d’honneur Jean-Pierre Jouffroy, au Centre Jean-Prévost de Saint-Etienne-du-Rouvray

### Années 2010
- 2011 : Exposition avec l’atelier de gravure de Grand-Couronne avec 25 artistes contemporains, à l’Orangerie de Grand-Couronne[17]
- 2013 : Participation au Concours biennal d’ex-libris au Centre International d’Ex-Libris de Sint-Niklaas, en Belgique
- Février 2013 : Exposition La GRAVURE « Ses techniques, ses expressions », 25 graveurs contemporains dans le cadre des 15 ans de l’Atelier gravure de Grand-Couronne
- 2017 : Estampes autour de Robert Chemin par l’UAP, à l’Espace Georges-Déziré de Saint-Etienne-du-Rouvray

### Années 2020
- 2021 : Exposition « Relecture d’une œuvre » par l’UAP, à l’Espace Georges-Déziré de Saint-Etienne-du-Rouvray

## Livres, revues et journaux illustrés
- 1964 : Echos de l’ASLPN, Bulletin mensuel de l’Association Sports Loisirs du journal Paris Normandie
- Collectif, Plein Chant n° 29-30 Jean Queval en somme. Plein Chant 1985  (ISBN 9782854522129)
- Noël Arnaud L’Agence Quenaud - La vie de Jean Queval par un témoin Plein chant Editions sur vergé de Hollande 1987
- Jean Queval, Tout le monde descend, Plein Chant, 1988[18] (ISBN 9782854520644)
- Collectif Noël Arnaud  Cahier Raymond Queneau N° 20-21 dossier Jean queval et andré Billy Edition Les amis de Valentin Bru 1991
- Collectif Noël Arnaud Jean Queval Edition les amis de Valentin Bru 1991
- Knut Hamsun, Sur les bancs de Terre-Neuve, Rouen, Elisabeth Brunet, 1995 (Imprimerie Plein Chant)
- Collectif, Plein Chant n° 59 Le fil du temps... Plein Chant, 1995  (ISBN 9782854522280)
- L’itinéraire de Robert Chemin, Rouen, Elisabeth Brunet et Plein Chant, 1995, propos recueillis par Frédérique Dutertre[19],[20]  (ISBN 978-2-85452-184-9)
- Olivier Domerg, Le Ruisseau, Derrière la salle de bains, 1996 (Marie-Laure Dagoit)
- Yves Bergeret, Petite Légende des Montagnes, Elisabeth Brunet, 1996
- François Creignou, Les Carnets du Gueuloir 4e tome, Editions du Passe-Théâtre, 1998 (ISBN 9782913130005)
- François Creignou, Devoir de mémoire, Revue poétique et littéraire Le Nouveau Gong, Editions du Passe-Théâtre, 2001

## Réception critique
- « Robert Chemin, le graveur, démontre une absolue maîtrise du trait pour écrire une vérité irréfutable : quelle puissance et quel tonus... » - Roger Balavoine, critique d’art français et journaliste au Paris Normandie
- « Voir des œuvres de Robert Chemin est un privilège trop rare pour ne s’y délecter l’œil. De fait, à travers des techniques fort diverses, Chemin fait la démonstration d’un sens peu commun du dessin et de l’espace. Son style sensible, "littéraire" oserions-nous dire, est celui d’un homme rompu aux secrets du métier. C’est un initié et un maître. Prenons le temps de nous attarder devant ses superbes travaux ! » - Luis Porquet, poète, écrivain, parolier, journaliste et critique d'art français
- « Un personnage irrésistible... Un personnage exceptionnel : graveur modeste et généreux, encore étonné d’une reconnaissance qu’il n’a jamais cherchée. » - Elisabeth Brunet[20], libraire et éditrice à Rouen
- « Sa production reflète de multiples influences décelables dans la plupart de ses gravures ; mais tout cela, jeté au creuset des formes, resurgit avec sa marque dont le principal caractère est à coup sûr la très forte poésie qui l’habite, issue d’un graphisme et d’une technique conquis de haute lutte... » - Edmond Thomas, écrivain, éditeur et imprimeur français

## Conservation
- Bibliothèque patrimoniale Villon, Rouen
- Bibliothèque Armand Salacrou, Le Havre